# عامر رحمن
عامر الرحمن (بالإنجليزية: Aamer Rahman)‏ من مواليد 17 أكتوبر 1982، هو الممثل الكوميدي الاسترالي من أصل بنغلادش. اشتهر بنصف نصف كوميديا "الخوف من كوكب بني"، مع نظيم حسين.

## حياته
وُلد والدا الرحمن، رزينة الرحمن ومشفق الرحمن، وتربيا في بنغلاديش.
والد الرحمن مهندس. بعد زواج والدي الرحمن من بنغلادش، انتقلا إلى الشرق الأوسط.
وُلد رحمن في المملكة العربية السعودية، رغم أن أسرته غالبًا ما سافر إلى بنغلاديش. عاش في المملكة العربية السعودية حتى سن السادسة عندما انتقلت عائلته إلى أستراليا. ثم انتقلوا إلى عُمان عندما كان عمره 10 سنوات، قبل العودة إلى أستراليا عندما كان عمره 13 عامًا. نشأ وترعرع في الضواحي الغربية والشرقية لمدينة ملبورن.
أمضى طفولته التنقل بين أستراليا والشرق الأوسط. لديه أخت أصغر، رشا رحمن.
تخرج عامر رحمن من جامعة موناش مع شهادة في القانون. ومع ذلك، لم يستخدم درجة القانون الخاصة به، على الرغم من مشاركته في الاحتجاجات السياسية خلال فترة وجوده في الجامعة حول قضايا مثل الاحتجاز الإلزامي واللاجئين والالتحاق بالتعليم العالي.

## مهنة الوقوف على خشبة المسرح

### 2004-2008
في عام 2004، التقى عامر رحمن نظيم حسين في حفل توزيع الجوائز الإسلامية، نتيجة لدعمهم لطالبي اللجوء وللنشاط المناهض للعنصرية. أصبحوا أصدقاء وعمل الشباب معًا في ملبورن.
في عام 2007، انضم حسين إلى مسابقة ثلاثية جي جائزة الكوميديا الخام في هيئة التصنيع العسكري في مهرجان ملبورن للكوميديا. هزموا المئات من الطامحين الآخرين للوصول إلى النهائي الفيكتوري معًا. وصل حسين إلى النهائي الفيكتوري. وفاز رحمن بنهائي الولاية وذهب إلى النهائيات الوطنية حيث حصل على المركز الثاني في عرض تم عرضه على تلفزيون إيه بي سي.
نظرًا للنجاح الذي حققه برنامج جائزة كوميديا، قرروا تطوير روتين الاستعداد لمدة خمس دقائق في عرض مدته ساعة واحدة. في غضون خمس سنوات، أقاموا عروضهم المسرحية الخاصة «الخوف من كوكب بني» وبيعت في جميع أنحاء أستراليا. يلعب اسمها على الجمهور العدو ال بي، الخوف من الكوكب الأسود.
قام كل من رحمن وحسين بأداء أول عرض لهما في عام 2007 والثاني في عام 2008. ثم حصلوا على صفقة لتطوير الشبكة لمدة عام ونصف.

### 2010 إلى الوقت الحاضر
في عام 2010، أجرى رحمن وحسين عرضهما المتابع، الخوف من عودة كوكب بني في مهرجان ملبورن الدولي للكوميديا، ومهرجان سيدني للكوميديا، ومهرجان أديلاين فرينج. في نفس العام، قام عامر رحمن بأداء حفل في أوكسفام كوميديا على القناة العاشرة، بينما قام حسين بأداء في ليلة التكسير في مهرجان سيدني للكوميديا على قناة الكوميديا. في أكتوبر 2010، شاركوا في حفل موسيقي لمرة واحدة مع أزهر عثمان، وخطيب موس ومو عامر في مسرح أثينيوم في باريس.
في أبريل 2013، قدم عرضه الفردي الأول، الحقيقة مؤلمة، في مهرجان ملبورن للكوميديا.
في عام 2013، قدم عامر رحمن وحسين عروضا في داروين وسيدني وبريسبان وملبورن. في أكتوبر 2013، غنوا في دار أوبرا سيدني.
من 10 إلى 21 يونيو 2014، قام بأداء «الحقيقة تؤلم» مسرح سوهو في لندن.
رحمن هو مساهم منتظم في «اللجوء السياسي»، وهي أمسية كوميديا موضعية في ملبورن.

## نمط كوميدي
عامر رحمن وحسين يؤدون بمفردهما قبل تسليمهما إلى شريكهما الكوميدي. الرحمن لديه البهجة، متفائل، وضعت مرة أخرى ولكن بطريقة عدوانية سياسيا. تعتمد غالبية مواده على ملاحظات الحياة الحقيقية والأحداث الجارية.

## التلفزيون والإذاعة الوظيفي
قام عامر رحمن بالكتابة والأداء للتلفزيون، وقد عمل عامر رحمن في برنامج سلام كافيه الذي تبثه القناة 31. وقد ظهر بانتظام في راديو أي بي سي الوطنية وثلاثي جي، ومهرجان ملبورن الكوميدي في القناة العاشرة، وقناة كوميديا لقد كنت تشاهد، وقناة تلفزيونية أسترالية، القرود جرار، وقد كتب للموسم الأول من كرات الصلب أستراليا، ويقوم حاليًا بتطوير مشاريع للتلفزيون.
في عام 2011، بثت قصة أسترالية فيلمًا وثائقيًا على قناة ايه بي سي حول حياة الرحمن وحسين في أستراليا بالإضافة إلى أدائهم الأول في إدنبرة ولندن.
في عام 2017، ظهر في فيلم أي بي سي والوسائط الكيميائية بعنوان ترى الوحوش، عن الفنانين المسلمين الأستراليين الذين يحاربون التعصب الإسلامي من خلال الإبداع والسخرية والإحباط.

## روابط خارجية
- عامر رحمن على موقع IMDb (الإنجليزية)